# Star Ocean 5: Integrity and Faithlessness
Pour les articles homonymes, voir Star Ocean.
Star Ocean 5: Integrity and Faithlessness (スターオーシャン5 Integrity and Faithlessness, Sutā Ōshan Faibu Integrity and Faithlessness) est un jeu vidéo développé par tri-Ace et édité par Square Enix. Il s’agit d’un jeu de rôle sorti en 2016 sur PlayStation 3 et PlayStation 4 au Japon et uniquement sur PlayStation 4 en Occident.
Le jeu se situe entre Star Ocean: The Second Story et Star Ocean: Till the End of Time, et se déroule sur la planète Faekrid, à 6000 années-lumière de la Terre.

## Système de jeu
Le système de combat fonctionne à la manière d'Infinite Undiscovery, également de tri-Ace, puisqu'il n'y a pas de transition entre les combats et l'exploration, ce qui peut dérouter les fans de la série.